# Netsh

소프트웨어로서, 또는 네트워크 셸에서의 netsh는 마이크로소프트의 윈도우 NT 운영체제 계열의 윈도우 2000에서부터 유틸리티로 포함되기 시작하였다. 이 명령어는 로컬 또는 원격 구성의 네트워크 설정을 변경 할 수 있게 해준다.
netsh의 일반적인 사용방법은 TCP/IP 스택을 기본 값으로 되돌려주는 것이다. 잘 알려진 매개변수로는, 윈도우 98에서 TCP/IP 어댑터의 재설치 작업이다. 그 모드에서는 당신은 반드시 로그 파일을 제공하거나 netsh 영향을 받은 가치와 함께 보존해야 한다.
Netsh의 많은 다른 기능으로는, 사용자 컴퓨터의 IP 주소를 변경하는 기능도 있다.
윈도우 비스타부터는 netsh를 사용해서 무선 네트워크 설정(예: SSID) 편집이 가능하다.

## 사용 예제
사용 예제:
```
netsh interface ip reset C:\resetlog.txt
```

정적 IP 주소:
```
netsh interface ip set address local static 123.123.123.123 255.255.255.0 
```

복수 정적 IP 주소:
```
netsh interface ip set address local static 123.123.123.123 255.255.255.0
netsh interface ip add address local 234.234.234.234 255.255.255.0

```

동적 IP 주소:
```
netsh interface ip set address name="Local Area Connection" source=dhcp
```

## NETSH 및 IPv6
netsh는 IPv6 스택에서 정보를 읽을 수 있을 뿐만 아니라, IPv4.exe 유틸리티보다 좀 더 사용자 친화적이고 좀 더 많은 같은 등급의 정보를 제공한다.
IPv6 주소가 NETSH에 사용되는 것을 보는 방법:
```
netsh interface ipv6 show address
```